# Nørreå (Viborg)
 For alternative betydninger, se Nørreå. (Se også artikler, som begynder med Nørreå)
Nørreå  har sit udspring i Hald Sø vest for Viborg og løber ud i Gudenåen ved Fladbro nær Randers. Den er cirka 50 kilometer lang med et fald på kun 8 meter. Nørreåen løber gennem Vedsø vest for  Rindsholm. Den får tilløb af vand fra Viborgsøerne ved Bruunshåb og forsætter gennem en bred ådal  til Fladbro Kro, hvor den løber sammen med Gudenåen. Samme sted blev åen opstemmet kort efter Grevens Fejde, således at vandet kunne ledes via Christian III's kanal til voldgravene omkring Randers.
Nørreåen løber i Nørreådalen, som er en gammel fjordarm gående fra Randers og næsten helt ind til Viborg. Midt mellem Randers og Viborg i den gamle fjord ligger bakkeøen Ø, som tidligere har været en rigtig ø. Her finder man nu naturområdet Ø Bakker.
Nørreåen har ligesom Gudenåen været benyttet til pramfart, især i forbindelse med fabrikkerne ved Bruunshåb,  men da den er mere lavvandet, var det med mindre pramme, og pramfarten fik ikke helt samme betydning som på Gudenåen. 
Viborg og Århus Amt har i 2004 vedtaget et omdiskuteret vandløbsregulativ, som gradvist vil hæve vandstanden i åen bl.a. ved at mindske grødeskæringen til gavn for naturen, men til skade for de lokale landmænd.